# Rue Pirouette (ancienne)
Ne doit pas être confondu avec Nouvelle rue Pirouette.
La rue Pirouette est une ancienne voie de Paris qui était située dans le 1er arrondissement de Paris, qui a été supprimée, en 1975, lors de la construction du Forum des Halles.

## Situation
En 1817, la rue commence au no 38 rue des Piliers-aux-Potiers-d'Étain et finit aux nos 17-19 rue Mondétour.
 Les numéros étaient noirs et le dernier impair était le no 15 et le dernier pair no 10. Les numéros impairs étaient situés dans l'ancien 5e arrondissement, quartier Montorgueil, et les numéros pairs étaient situés dans ancien 4e arrondissement, quartier des Marchés.
En 1855, la rue débute aux nos 104-106 rue Rambuteau et se termine aux nos 11-13 rue Mondétour.
Le dernier numéro impair est le no 19 et le dernier numéro pair est le no 8. Sa longueur était de 32 m. Les numéros impairs étaient dans l'ancien 5e arrondissement, quartier Montorgueil, et les numéros pairs étaient situés dans ancien 4e arrondissement, quartier des Marchés.
En 1904, le début et la fin de la rue restent identiques, mais il fait désormais partie du 1er arrondissement et reste partagé entre le quartier du Louvre et le quartier des Halles.
En 1911, la rue est réduite à une voie ne disposant que d'un côté et qu'une maison qui porte le no 3, entre les rues Rambuteau et Mondétour.
Dans les années 1960 la rue ne mesure plus que 20 mètres.

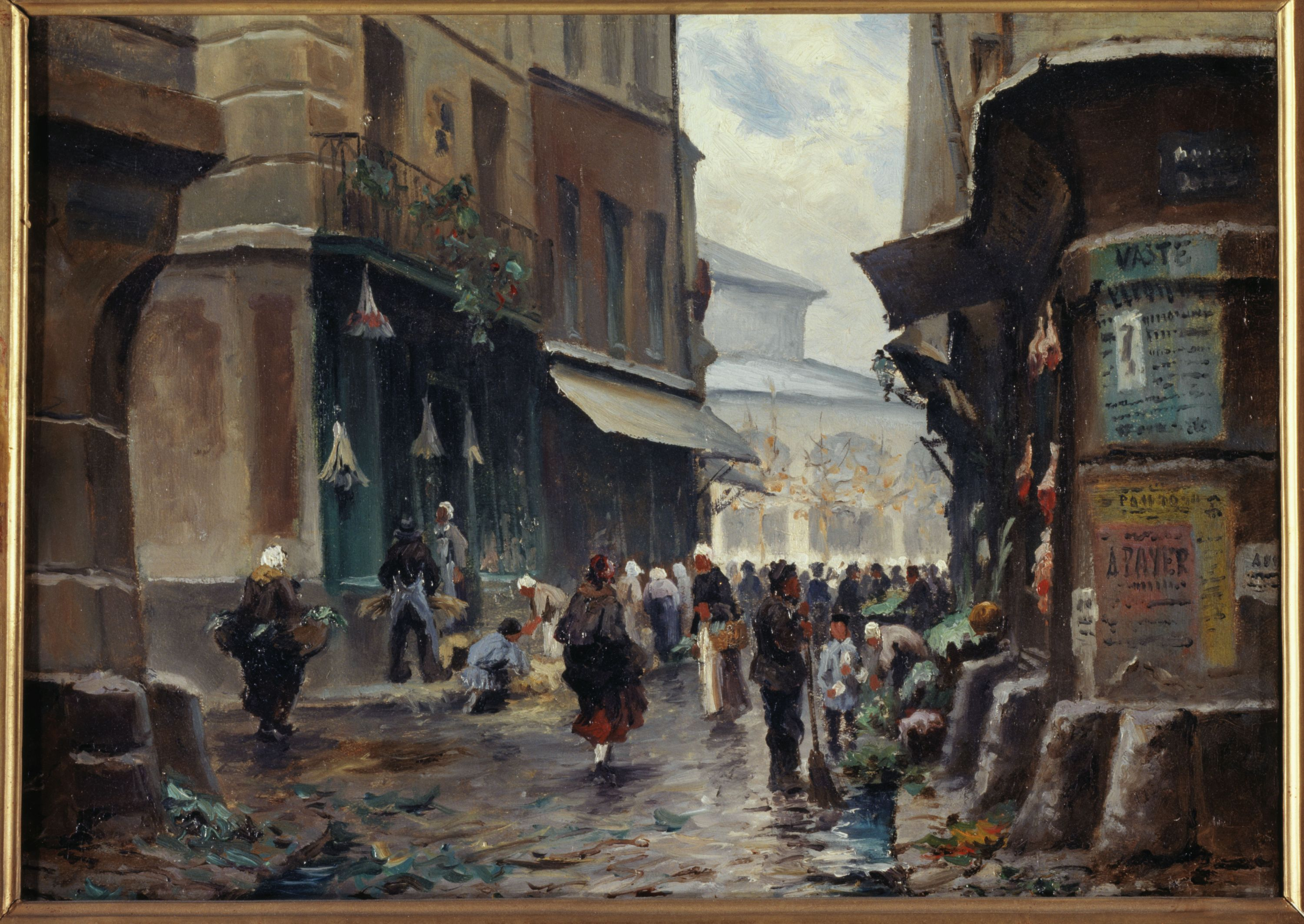
La rue de la Pirouette, vers 1880. À l'arrière-plan, le chevet de Saint-Eustache.

## Origine du nom
Le nom de Pirouette lui vient de sa proximité du Pilori ou selon l'expression populaire, on faisait « faire pirouette » aux condamnés, en les faisant tourner dans le pilori.

Le pilori, qui se situait en face du débouché de la « rue Pirouette », était une tour octogone au milieu de laquelle était placée une roue mobile, percée de trous, où l'on faisait passer la tête des patients qui, les jours de marché, étaient exposés à la curiosité gouailleuse du populaire. De demi-heure en demi-heure, on faisait tourner la roue pour leur faire
faire le tour du pilori.
On exécutait aussi au Pilori des Halles.

## Historique
Adam, archidiacre de Paris, puis évêque de Thérouanne de 1213 à 1229, avait hérité, en 1179, de Gautier son frère, d'un fief dit de Thérouenne, situé dans le territoire de Champeaux. Ce fief donnait droit de justice et de censive. Il en vendit ou céda une partie à Philippe-Auguste, pour compléter l'emplacement nécessaire aux nouvelles halles de Paris. Ce qui restait de ce domaine fut vendu, le 2 juin 1330, par Adam de Mesmer, l'un des descendants de l'évêque, à Pierre des Essarts, moyennant 1 025 livres. Ce dernier en fit la déclaration au profit du roi, le 17 du même mois. Néanmoins, on avait commencé à bâtir cette rue avant l'époque de cette vente, ainsi que le prouve un acte de 1250, qui indique une maison sise en la « rue Thérouenne », près Saint-Magloire (registres capitulaires de Notre-Dame). La « rue Pirouette » formait l'une des limites du fief de Joigny.
Par une suite d'altérations successives, la « rue Thérouenne » devint « rue Petonnet », « rue Petonnet-de-Théronne », « rue Pierret », « rue Perronet », « rue de Théroenne », « rue Thirouanne », « rue Tironne », « rue Tironnet », « rue de Téronnet », « rue Pierset-de-Thérouenne », « rue Pirouet-en-Tiroye », puis « rue Pirouet » tout court, et enfin un arrêt de 1501 la nomme « rue Pirouette-en-Thérouenne »,,. Elle est citée dans un manuscrit de l'abbaye Sainte-Geneviève qui parut aux environs de 1450 sous le nom de « rue Tyrone ou Teroüenne » et fait alors partie du 1er quartier.
À la jonction des rues Pirouette, Mondétour, de la Petite-Truanderie et de la Grande-Truanderie se trouvait le carrefour de la Tour sur lequel était situé le Puits-d'Amour. En 1702, il y avait dans cette rue, qui faisait partie du quartier des Halles, deux étaux de boucherie.
Par décision ministérielle du 13 vendémiaire an X (5 octobre 1801), signée Chaptal, confirmée par un arrêté du ministre de l'Intérieur du 5 mai 1848, la largeur de cette rue est fixée à 10 m.
En 1858, lors de la construction des Halles, elle est fortement réduite et elle disparaît totalement en 1975 lors des travaux du Forum des Halles. Une nouvelle rue Pirouette située dans le Forum des Halles reprend son nom.

## Littérature
Émile Zola met en scène la « rue Pirouette » dans Le Ventre de Paris, troisième roman de la série des Rougon-Macquart. Le jour où Florent revient à Paris après son exil, Mme François, la maraîchère des Halles, le présente à un jeune peintre Claude. Florent lui demande si la « rue Pirouette » existe encore. « Mais oui, dit le peintre. Un coin bien curieux du vieux Paris, cette rue-là ! Elle tourne comme une danseuse, et les maisons y ont des ventres de femme grosse... J'en ai fait une eau-forte pas trop mauvaise. (...) Il dut le suivre  (...) Il y avait des tas gigantesques de choux-fleurs, rangés en piles comme des boulets. Avec une régularité surprenante (...) Puis, en face, rue Pirouette, il montra, expliqua chaque maison. Un seul bec de gaz brûlait dans un coin. Les maisons, tassées, renflées, avançaient leurs auvents comme des ventres de femme grosse, selon l'expression du peintre, penchaient leurs pignons en arrière, s'appuyaient aux épaules les unes des autres. Trois ou quatre, au contraire, au fond des trous d'ombre, semblaient près de tomber sur le nez. Le bec de gaz en éclairait une, très blanche, badigeonnée à neuf, avec sa taille de vieille femme cassée et avachie, toute poudrée à blanc, peinturlurée comme une jeunesse. Puis la file bossuée des autres s'en allait, s'enfonçant en plein noir, lézardée, verdie par les écoulements des pluies, dans une débandade de couleurs et d'attitudes... ».